# Santiago Irala
Santiago Javier Irala Vera (Asunción, Paraguay; 3 de enero de 1999) es un futbolista paraguayo. Juega de delantero en el General Caballero (Mallorquín) de la Primera División de Paraguay.

## Trayectoria
Debutó en la Primera División de Paraguay por el Club Rubio Ñu el 1 de febrero de 2015 ante Olímpia. Disputó dos tres temporadas en el club, disputando 44 encuentros y anotando 5 goles.
En agosto de 2017, el delantero se unió al FC Porto B, club donde sería fichado la siguiente temporada.
Tras su salida de Porto en julio de 2019, Irala fichó en el Plaza Colonia de Uruguay, donde estuvo media temporada.
Para el resto de la temporada 2020-21, Irala jugó en el Marítimo B de Portugal.
Regresó a Paraguay en enero de 2022 y fichó en el General Caballero (Mallorquín).

## Estadísticas
Actualizado al último partido disputado el 22 de mayo de 2021
| Club                            | Div.          | Temporada     | Liga  | Liga  | Copas nacionales | Copas nacionales | Copas internacionales | Copas internacionales | Total | Total |
| Club                            | Div.          | Temporada     | Part. | Goles | Part.            | Goles            | Part.                 | Goles                 | Part. | Goles |
| ------------------------------- | ------------- | ------------- | ----- | ----- | ---------------- | ---------------- | --------------------- | --------------------- | ----- | ----- |
| Rubio Ñú Paraguay               | 1.ª           | 2015          | 1     | 0     | —                | —                | —                     | —                     | 1     | 0     |
| Rubio Ñú Paraguay               | 1.ª           | 2016          | 33    | 3     | —                | —                | —                     | —                     | 33    | 3     |
| Rubio Ñú Paraguay               | 1.ª           | 2017          | 10    | 2     | —                | —                | —                     | —                     | 10    | 2     |
| Rubio Ñú Paraguay               | Total club    | Total club    | 44    | 5     | 0                | 0                | 0                     | 0                     | 44    | 5     |
| Porto II Portugal               | 2.ª           | 2017-18       | 21    | 2     | —                | —                | —                     | —                     | 21    | 2     |
| Porto II Portugal               | 2.ª           | 2018-19       | 7     | 0     | —                | —                | —                     | —                     | 7     | 0     |
| Porto II Portugal               | Total club    | Total club    | 28    | 2     | 0                | 0                | 0                     | 0                     | 28    | 2     |
| Plaza Colonia · Uruguay         | 1.ª           | 2019          | 0     | 0     | —                | —                | —                     | —                     | 0     | 0     |
| Plaza Colonia · Uruguay         | Total club    | Total club    | 0     | 0     | 0                | 0                | 0                     | 0                     | 0     | 0     |
| Marítimo II Portugal            | 4.ª           | 2020-21       | 2     | 0     | —                | —                | —                     | —                     | 2     | 0     |
| Marítimo II Portugal            | Total club    | Total club    | 2     | 0     | 0                | 0                | 0                     | 0                     | 2     | 0     |
| Club General Caballero Paraguay | 1.ª           | 2022          | 0     | 0     | —                | —                | —                     | —                     | 0     | 0     |
| Club General Caballero Paraguay | Total club    | Total club    | 0     | 0     | 0                | 0                | 0                     | 0                     | 0     | 0     |
| Total carrera                   | Total carrera | Total carrera | 74    | 7     | 0                | 0                | 0                     | 0                     | 74    | 7     |